# LOL: Last One Laughing (MX)
LOLː Last One Laughing o LOL: México es un programa de televisión de competición de comedia. Se trata de la adaptación mexicana del programa japonés; Hitoshi Matsumoto Presents Documental. Se estrenó el 12 de diciembre de 2018 en Amazon Prime Video. El formato mexicano está dirigido por Marie Leguizamo y presentado por el comediante y actor mexicano Eugenio Derbez. El 16 de diciembre de 2022 se estrenó su quinta temporada.

## Reseña
Diez populares cómicos mexicanos competirán por ver quién puede mantenerse serios y a la vez hacer reír a sus oponentes en un periodo de tiempo de seis horas y en diferentes estilos de la comedia como la interpretación o el stand-up, estarán vigilados por más de cincuenta cámaras que controlarán cada uno de sus movimientos.

## LOL: Last One Laughing (2018)
La primera edición del formato se estrenó el 12 de diciembre de 2018 por Amazon Prime Video. Contó con la participación de Michelle Rodriguez, Alfonso Borbolla, Alex Fernández, Carlos Ballarta, Daniel Sosa, Mauricio Barrientos "El Diablito", Alexis de Anda, Alex Montiel "Escorpión Dorado", Liliana Arriaga "La Chupitos" y Manu Nna como concursantes.

### Concursantes
| Posición | Nombre                             | Edad    | Profesión                         | Información   |
| -------- | ---------------------------------- | ------- | --------------------------------- | ------------- |
| 1.°      | Alex Montiel “El Escorpión Dorado” | 37 años | Youtuber, influencer y comediante | Ganador       |
| 2.°      | Alex Fernández                     | 33 años | Comediante y standupero           | Finalista     |
| 3.°      | Mauricio Barrientos "El Diablito"  | 41 años | Comediante y standupero           | 8.° eliminado |
| 4.°      | Carlos Ballarta                    | 28 años | Comediante y standupero           | 7.° eliminado |
| 5.°      | Liliana Arriaga “La Chupitos”      | 46 años | Comediante                        | 6.ª eliminada |
| 6.°      | Manu Nna                           | 27 años | Comediante,standupero Y poliglota | 5.° eliminado |
| 7.°      | Michelle Rodriguez                 | 35 años | Actriz, comediante y standupera   | 4.ª eliminada |
| 8.°      | Daniel Sosa                        | 25 años | Comediante estandupero y Médico   | 3.° eliminado |
| 9.°      | Alfonso Borbolla                   | 38 años | Actor y comediante                | 2.° eliminado |
| 10.°     | Alexis de Anda                     | 31 años | Comediante y standupera           | 1.ª eliminada |

## LOL: Last One Laughing (2019)
La segunda edición del formato se estrenó el 12 de diciembre de 2019 por Amazon Prime Video. Contó con la participación de El Capi Pérez, Alex Fernández, Bárbara Torres, Slobotzky, Ivan Fematt "La Mole" Gustavo Munguía, Ricardo O'Farrill, Verónica Toussaint, La Kikis y Mauricio Barrientos "El Diablito" como concursantes.

### Concursantes
| Posición    | Nombre                            | Edad    | Profesión                          | Información   |
| ----------- | --------------------------------- | ------- | ---------------------------------- | ------------- |
| 1.°         | Ricardo O’Farrill                 | 29 años | Comediante y standupero            | Ganador       |
| 1.°         | Alex Fernández                    | 34 años | Comediante y standupero            | Ganador       |
| 2.°/3.°/4.° | Slobotzky                         | 33 años | Comediante y standupero            | Finalistas    |
| 2.°/3.°/4.° | Verónica Toussaint                | 44 años | Actriz y comediante                | Finalistas    |
| 2.°/3.°/4.° | Bárbara Torres                    | 50 años | Actriz y comediante                | Finalistas    |
| 5.°         | El Capi Pérez                     | 33 años | Conductor, comediante y standupero | 5.° eliminado |
| 6.°         | Iván Fematt “La Mole”             | 37 años | Conductor y comediante             | 4.° eliminado |
| 7.°         | La Kikis                          | 39 años | Standupera                         | 3.ª eliminada |
| 8.°         | Mauricio Barrientos "El Diablito" | 42 años | Comediante y standupero            | 2.° eliminado |
| 9.°         | Gustavo Munguía                   | 50 años | Actor, comediante y músico         | 1.° eliminado |

## LOL: Last One Laughing (2021)
La tercera edición del formato se estrenó el 9 de diciembre de 2021 por Amazon Prime Video. Originalmente se iba a grabar en 2020, pero debido a la Pandemia de COVID-19 se prolongó hasta 2021. Contó con la participación de Sofia Niño de Rivera, El Capi Pérez, Ricardo Pérez, Paco de Miguel, Hugo "El Cojo Feliz", Ricardo Peralta, Coco Celis, La Bea, Mau Nieto y Gaby Navarro como concursantes.

### Concursantes
| Posición | Nombre               | Edad    | Profesión                          | Información   |
| -------- | -------------------- | ------- | ---------------------------------- | ------------- |
| 1.°      | Coco Celis           | 38 años | Comediante y standupero            | Ganador       |
| 2.°      | Ricardo Peralta      | 32 años | Youtuber e influencer              | Finalista     |
| 3.°      | Hugo “El Cojo Feliz” | 33 años | Comediante y standupero            | 8.° eliminado |
| 4.°      | Paco de Miguel       | 22 años | Influencer y TikToker              | 7.° eliminado |
| 5.°      | El Capi Pérez        | 34 años | Conductor, comediante y standupero | 6.° eliminado |
| 6.°      | La Bea               | 32 años | Comediante y standupera            | 5.ª eliminada |
| 7.°      | Gaby Navarro         | 30 años | Standupera                         | 4.ª eliminada |
| 8.°      | Mau Nieto            | 36 años | Comediante, conductor y standupero | 3.° eliminado |
| 9.°      | Ricardo Pérez        | 27 años | Comediante y standupero            | 2.° eliminado |
| 10.°     | Sofia Niño de Rivera | 40 años | Comediante, actriz y standupera    | 1.ª eliminada |

## LOL: Last One Laughing (2022)
La cuarta edición del formato se estrenó el 5 de mayo de 2022 por Amazon Prime Video. Contó con la participación de "El Borrego" Nava, Juan Carlos Casasola, Sergio Verduzco "Platanito", Alex Montiel "El Escorpion Dorado", Isabel Fernández, Karla Camacho, Eduardo Videgaray, José Ramón Sancristobal "El Estaca", Alexis de Anda y Ray Contreras como concursantes.
A diferencia de las demás temporadas, en esta temporada se formaron en dúos para concursar.

### Concursantes
| Posición | Nombres                                                          | Edades            | Profesiones               | Información    |
| -------- | ---------------------------------------------------------------- | ----------------- | ------------------------- | -------------- |
| 1.°      | Alexis de Anda y Ray Contreras                                   | 35 años y 35 años | Standuperos               | Ganadores      |
| 2.°      | Sergio Verduzco "Platanito" y Alex Montiel “El Escorpión Dorado” | 50 años y 41 años | Comediantes               | 4.° eliminados |
| 3.°      | "El Borrego" Nava y Juan Carlos Casasola                         | 53 años y 62 años | Conductores y comediantes | 3.° eliminados |
| 4.°      | Isabel Fernández y Karla Camacho                                 | 26 años y 25 años | Standuperas               | 2.ª eliminadas |
| 5.°      | Eduardo Videgaray y José Ramón Sancristobal “El Estaca”          | 53 años y 53 años | Conductores y comediantes | 1.° eliminados |

## LOL: Last One Laughing (2023)
La quinta edición del formato se estrenó el 15 de diciembre de 2023 por Amazon Prime Video. Contó con la participación de El Capi Pérez, "El Borrego" Nava, Ricardo Pérez, Slobotzky, Ricardo Peralta, Mauricio Barrientos "El Diablito", Isabel Fernández, y Liliana Arriaga "La Chupitos" como concursantes. 
A diferencia de las temporadas, el concepto de esta temporada fue traer a los "mejores perdedores" de temporadas pasadas. Contó con ocho participantes en lugar de diez, como normalmente se hace el formato.

### Concursantes
| Posición | Posición anterior | /     | Nombre                            | Edad    | Profesión                          | Apariciones anteriores               | Información   |
| -------- | ----------------- | ----- | --------------------------------- | ------- | ---------------------------------- | ------------------------------------ | ------------- |
| 1.°      | T2/T3: 5.°        | 4     | El Capi Pérez                     | 35 años | Conductor, comediante y standupero | Segunda temporada, tercera temporada | Ganador       |
| 2.°      | 4.°               | 2     | Isabel Fernández                  | 26 años | Standupera                         | Cuarta temporada                     | 7.ª eliminada |
| 3.°      | 9.°               | 6     | Ricardo Pérez                     | 28 años | Comediante y standupero            | Tercera temporada                    | 6.° eliminado |
| 4.°      | 2.°               | 2     | Ricardo Peralta                   | 33 años | Ex Influencer y Ex Youtuber        | Tercera temporada                    | 5.° eliminado |
| 5.°      | 4.°               | 1     | Slobotzky                         | 33 años | Conductor, comediante y standupero | Segunda temporada                    | 4.° eliminado |
| 6.°      | T1: 3.° T2: 7.°   | 3 / 1 | Mauricio Barrientos "El Diablito" | 45 años | Comediante y standupero            | Primera temporada, segunda temporada | 3.° eliminado |
| 7.°      | 5.°               | 2     | Liliana Arriga “La Chupitos”      | 50 años | Comediante                         | Primera temporada                    | 2.ª eliminada |
| 8.°      | 3.°               | 5     | "El Borrego" Nava                 | 53 años | Conductor y comediante             | Cuarta temporada                     | 1.° eliminado |

## LOL: Last One Laughing (2024)
La sexta temporada del formato se estrenó el 8 de marzo de 2024 por Amazon Prime Video. Conto con la participación de Mario Aguilar, Isaac Salame, María Chacón, Alex Flores, Juan Bertheau, El Macaco, Grecia Castillo, Ricardo Polanco, Lapizito y la Chingu Amiga como concursantes. Regresa Eugenio Derbez a la conducción y se suma El Capi Pérez como coconductor.

### Concursantes
| Posición | Nombre                          | Edad    | Profesión               | Información   |
| -------- | ------------------------------- | ------- | ----------------------- | ------------- |
| 1.°      | Sujin Kim "Chingu Amiga"        | 33 años | Influencer              | Ganadora      |
| 2.°      | Grecia Castillo                 | 31 años | Comediante              | Finalista     |
| 3.°      | Mario Aguilar                   | 29 años | Comediante y standupero | 8.° eliminado |
| 4.°      | Alfredo Ordaz "Lapizito"        | 25 años | Comediante y Músico     | 7.° eliminado |
| 5.°      | Isaac Salame                    | 44 años | Actor y comediante      | 6.° eliminado |
| 6.°      | Juan Luis Guarneros "El Macaco" | 52 años | Comediante y Actor      | 5.ª eliminado |
| 7.°      | Alex Flores "Floperalex"        | 26 años | Influencer              | 4.ª eliminado |
| 8.°      | Ricardo Polanco                 | 35 años | Actor                   | 3.° eliminado |
| 9.°      | Juan Bertheau                   | 33 años | Comediante e Influencer | 2.° eliminado |
| 10.°     | María Chacón                    | 33 años | Actriz                  | 1.ª eliminada |

## LOL: Last One Laughing (2024)
La séptima temporada del formato se estrenó el 6 de diciembre de 2024 por medio de Amazon Prime Video. Conto con la participación de Ivan Fematt "La Mole", Jaime Zaragoza "El Jimmy", Raúl G. Meneses, Lalo Elizarrarás, Mauricio Castillo, El Diente D'Oro, Maribel Fernández, Alexa Zuart, Damian Cervantes, Karime Pindter y Mauricio Garza. 

### Concursantes
| Posición | Nombre                          | Edad    | Profesión                      | Información   |
| -------- | ------------------------------- | ------- | ------------------------------ | ------------- |
| 1.°      | Fernando Bonilla "Diente D'Oro" | 39 años | Comediante y Actor             | Ganador       |
| 2.°      | Karime Pindter                  | 31 años | Influencer                     | Finalista     |
| 3.°      | Alexa Zuart                     | 37 años | Actriz y comediante            | 9.° eliminada |
| 4.°      | Ivan Femmat "La Mole"           | 42 años | Standupero                     | 8.° eliminado |
| 5.°      | Damian Cervantes                | 32 años | Influencer                     | 7.° eliminado |
| 6.°      | El Jimmy                        | 32 años | Influencer                     | 6.° eliminado |
| 7.°      | Raul G. Meneses                 | años    | Actor, Comediante y Drag Queen | 5.ª eliminado |
| 8.°      | Mauricio Garza                  | 32 años | Actor                          | 4.° eliminado |
| 9.°      | Lalo Elizarraras                | años    | Youtuber                       | 3.° eliminado |
| 10.°     | Mauricio Castillo               | 61 años | Comediante y Actor             | 2.° eliminado |
| 11.°     | Maribel Fernández               | 71 años | Actriz y Comediante            | 1.ª eliminada |

Karime Pindter y Diente D’oro llegaron al final del tiempo sin reír 2 veces de las 6:00 horas pero se decidió que Diente D’oro era el ganador por número de tarjetas amarillas.